# Старе Влукі
Старе Влукі (пол. Stare Włóki, нім. Alt Vierzighuben) — село в Польщі, у гміні Барчево Ольштинського повіту Вармінсько-Мазурського воєводства.
Населення — 99 осіб (2011).

## Демографія
Демографічна структура станом на 31 березня 2011 року:
|          | Загалом | Допрацездатний вік | Працездатний вік | Постпрацездатний вік |
| -------- | ------- | ------------------ | ---------------- | -------------------- |
| Чоловіки | 44      | 10                 | 32               | 2                    |
| Жінки    | 55      | 16                 | 32               | 7                    |
| Разом    | 99      | 26                 | 64               | 9                    |